# Heinz Scholz (Fußballspieler)
Heinz Scholz (* 10. November 1937) ist ein ehemaliger deutscher Fußballspieler, der von 1958 bis 1963 für den SC Aktivist Brieske-Senftenberg in der DDR-Oberliga, der höchsten Liga im DDR-Fußball, spielte.

## Sportliche Laufbahn
Seine ersten Oberligaspiele bestritt Heinz Scholz in der Kalenderjahr-Saison 1958. Brieskes Trainer Hermann Fischer behandelte ihn zunächst als Ersatzspieler und setzte ihn in den 26 Oberligaspielen nur sechsmal ein. Dabei stand Scholz nur zweimal in der Startelf, wo er als Stürmer aufgeboten wurde. Auch als Helmut Krebs 1959 den SC Aktivist als Trainer übernahm, änderte sich bei Scholz die Situation nicht, 1959 kam er auf sieben, 1960 nur auf zwei Oberligaeinsätze. 1959 gelang ihm immerhin sein erstes Oberligator. Beim 2:0-Sieg im Heimspiel gegen Motor Zwickau erzielte Scholz am 22. Spieltag den Treffer zum Endstand. 
1961 wurde der DDR-Fußball auf das Frühjahr-Sommer-Spieljahr zurückgeführt, wozu in der Oberliga bis zum Frühjahr 1962 39 Spiele auszutragen waren. Diese Mammutsaison wurde zur erfolgreichsten in Scholz‘ Laufbahn. Er bestritt 32 Punktspiele als Stürmer auf unterschiedlichen Positionen und erzielte drei Tore. In der 1962/63 mit nur 26 Spielen wieder normal ablaufenden Saison fiel Scholz mit nur 14 Einsätzen wieder aus der Stammelf heraus. Unter dem neuen Trainer Helmut Beulich wurde er hauptsächlich als Linksaußenstürmer eingesetzt und kam noch einmal zu einem Tor. 
Nach der Saison 1962/63 stand der SC Aktivist als Absteiger fest. Dies wurde zum Anlass genommen, die Oberligamannschaft zum neu gegründeten SC Cottbus zu transferieren. Heinz Scholz gehörte zu einer Gruppe von Spielern, die den Umzug verweigerten, und er schloss sich der drittklassigen Bezirksligamannschaft der BSG Aktivist Brieske-Ost an. Mit ihr wurde er Bezirksmeister und stieg in die zweitklassige DDR-Liga auf. In der DDR-Liga-Saison 1964/65 bestritt Scholz 13 der 26 Punktspiele und schoss ein Tor. Die BSG konnte die Klasse nicht halten und stieg für viele Jahre wieder in die Bezirksliga ab. Auch Heinz Scholz kehrte nicht mehr in den höherklassigen Fußball zurück. 